# Station Rombas-Clouange
Station Rombas-Clouange is een spoorwegstation in het noorden van de Franse gemeente Rombas bij de gemeentegrens met Clouange.